# Wilhelm von Branca

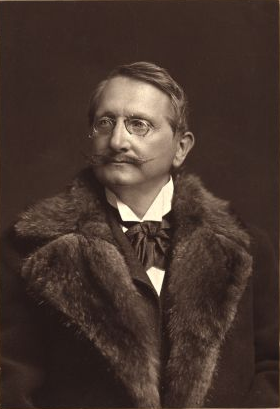
Wilhelm von Branca

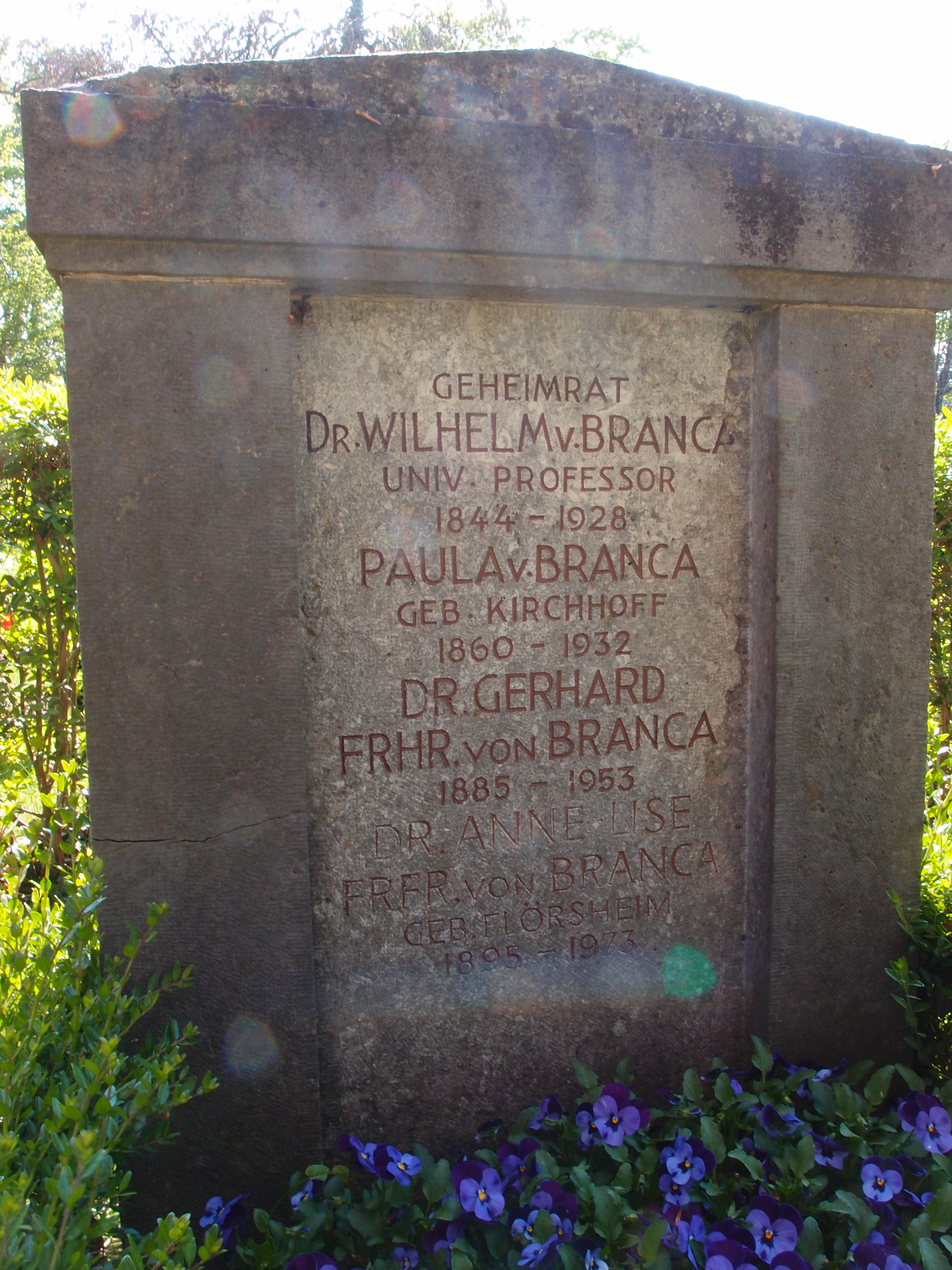
Grab von Wilhelm von Branca auf dem Münchner Nordfriedhof

Carl Wilhelm Franz von Branca (bis 1895: Wilhelm Branco, 1895–1907: Wilhelm von Branco, * 9. September 1844 in Potsdam; † 12. März 1928 in München) war ein deutscher Geologe und Paläontologe.

## Herkunft
Das Geschlecht Branca stammt aus Cannobio am Lago Maggiore, von wo es 1690 nach Meiningen kam. Seine Eltern waren Friedrich Wilhelm Branco (1797–1870), Generalarzt und Hausarzt des Königs, und dessen Ehefrau Dilia Thelyma Nelly Helene Roedlich (als Dichterin: Dilia Helena, 1816–1894), eine Tochter des Generalmajors Hieronymos Franz Seraph Roedlich (1767–1833) und der Margarethe Johnson (1786–1860). Der Generalleutnant und Militärschriftsteller Albert von Boguslawski (1834–1905) war sein Vetter.

## Leben
Nach dem Schulbesuch in Gnadenberg bei der Herrnhuter Brüdergemeine und in Breslau schlug er zunächst die Offizierslaufbahn ein, schied aber wegen Dienstuntauglichkeit 1863 aus. Er begann ein Studium in Greifswald und eine Ausbildung zum Landwirt an der landwirtschaftlichen Akademie Eldena und studierte schließlich Geologie in Halle (Saale) und Heidelberg. Nach der Promotion 1876 ging er nach Straßburg und Rom zu Karl Alfred von Zittel. 1881 habilitierte er sich in Berlin und war dann Privatdozent, auch kurz in Aachen. Dann wurde er Landesgeologe an der Preußischen Geologischen Landesanstalt in Berlin. Ab 1887 war er Professor an der Albertus-Universität Königsberg, von 1890 bis 1895 an der Universität Tübingen, danach in Hohenheim und schließlich von 1899 bis 1917 in Berlin. In Berlin war er Direktor des Geologisch-Paläontologischen Instituts und Museums der Friedrich-Wilhelms-Universität.
Branca forschte über Paläontologie, Stratigraphie, Vulkanismus besonders im Nördlinger Ries in Schwaben, über die Evolution der Ammoniten und fossilen Wirbeltiere sowie über Paläanthropologie. In den Jahren von 1909 bis 1912 begleitete er in seiner Funktion als Direktor der Preußischen Geologischen Landesanstalt und des Museums für Naturkunde die Tendaguru-Expedition nach Deutsch-Ostafrika, die bis dahin größte Expedition zur Erfassung fossiler Wirbeltiere. In dessen Ergebnis entstand ein erstes lebensgroßes Skelett für das Museum.

## Familie
Von Branca heiratete 1872 Käthe von Helmholtz (1850–1878), eine Tochter des Physikers Hermann von Helmholtz (1821–1894) und der Olga von Velten (1827–1859). Das Paar hatte eine Tochter: Sophie Edith Olga (* 18. April 1873), Lehrerin in Berlin.
Nach dem Tod seiner ersten Frau heiratete er 1881 Paula Kirchhoff (* 20. August 1860; † 1932), eine Tochter des Physikers Gustav Robert Kirchhoff (1824–1887) und der Clara Richelot. Das Paar hatte einen Sohn, Hans Joachim Gerhard von Branca (1885–1953), Schriftsteller und Geschäftsführer der deutsch-österreichischen Arbeitsgemeinschaft.

## Ehrungen, Auszeichnungen und Mitgliedschaften
- 1883: Leopoldina[2]
- 1893: Oberrheinischer Geologischer Verein (OGV), 22. April 1924: Ehrenmitglied
- 1900: Königlich-Preußische Akademie der Wissenschaften[3]
- 1913: Russische Akademie der Wissenschaften
- 1925: Ehrenmitglied der Leopoldina

## Schriften
- Die Vulkane des Herniker Landes bei Frosinone in Mittel-Italien. Berlin 1877. (Jahrbuch für Mineralogie 1877)
- Beiträge zur Entwickelungsgeschichte der fossilen Cephalopoden, Theil I: Die Ammoniten. In: Palaeontographica, 26, Cassel 1879, 15 – 50, 10 Tafeln
- Beiträge zur Entwickelungsgeschichte der fossilen Cephalopoden, Theil II: Die Goniatiten, Clymenien, Nautiliden, Belemnitiden und Spiruliden nebst Nachtrag zu Theil I. In: Palaeontographica, 27, Cassel 1880, 12 – 81
- Beiträge zur Kenntnis der Gattung Lepidotus, etc. (Atlas.). 1887
- Schwabens 125 Vulkanembryonen und deren tufferfüllte Ausbruchsröhren; das grösste Maargebiet der Erde. In: Jahreshefte Vaterländischer Naturkunde. 50. Jahrgang, Stuttgart 1894 (auch separat gedruckt: Schweizerbart, Stuttgart 1894; online).
- Das vulcanische Ries bei Nördlingen in seiner Bedeutung für Fragen der allgemeinen Geologie. 1901
- Wirkung und Ursache von Erdbeben. Rede am Geburtstag seiner Majestät des Kaisers und Königs Wilhelm II in der Aula der Königlichen Friedrich-Wilhelms-Universität zu Berlin am 27. Januar 1902. Buchdruckerei Gustav Schade, Berlin 1902.
- Das kryptovulcanische Becken von Steinheim. 1905.
- Die Anwendung der Röntgenstrahlen in der Paläontologie. 1906.
- Die Lagerungsverhältnisse Bunter Breccie an der Bahnlinie Donauwörth-Treuchtlingen... 1907.
- Sind alle im Innern von Ichthyosauren liegenden Jungen ausnahmslos Embryonen? 1907.
- Der Stand unserer Kenntnisse vom fossilen Menschen, etc. 1910.
- “Naturwissenschaft und Religion.” Deutsche Revue Juni 1912, 1–12. 1912.
- “Allgemeines über die Tendaguru-Expedition.” Archiv für Biontologie III, 3–13. 1914.
- “Bericht über die mir zugegangenen Urteile der Fachgenossen: betreffend die in “Ziele vulkanologischer Forschung” von mir gemachten Vorschläge.” Abhandlungen der königlich Preussischen Akademie der Wissenschaften. Physikalisch-mathematische Klasse 1914, no. 2, 1–69. 1914.
- “Die Riesengrösse sauropoder Dinosaurier vom Tendaguru, ihr Aussterben und die Bedingungen ihrer Entstehung.” Archiv für Biontologie III, 73–78. 1914.
- “Wissenschaftliche Ergebnisse der Tendaguru-Expedition 1909–1912: Das sogen. Sacralgehirn der Dinosaurier. Nachtrag zur Abhandlung: Die Riesengröße sauropoder Dinosaurier von Tendaguru.” Archiv für Biontologie III, 3–22. 1914.
- Einige Betrachtungen über die ältesten Säuger der Trias- und Liaszeit. Abhandlungen der Königlich Preussischen Akademie der Wissenschaften Physikalisch-Mathematische Klasse: Nr. 5, Verlag d. K. Akad. d. Wissensch., Berlin 1915